# Patrick Delsemme
Patrick Delsemme (Rocourt, 13 september 1974 – Casablanca, 8 december 2022) was een Belgisch snookerspeler en meervoudig Belgisch kampioen.

## Biografie
In 1991 en 1992 was Delsemme verliezend finalist bij de Wereldkampioenschappen Snooker onder de 21 jaar. In 1995 en 1997 won hij het Belgisch kampioenschap snooker, beide keren na een finale tegen Steve Lemmens en in 2007 verloor hij nipt de finale van Bjorn Haneveer. In 2001 werd bij Delsemme (hij bezette de 111e plek op de wereldranglijst op dat moment) tijdens een dopingcontrole op het wereldkampioenschap en de 'Thai Masters' in zijn bloed sporen van cannabis aangetroffen en werd hij gediskwalificeerd. In december dat jaar werd hij ook geschorst door de Belgische Snookerfederatie op basis van twee positieve dopingcontroles, waarvan die in Thailand er een was. Hij verloor ook zijn ranglijstpunten en moest ook zijn gewonnen prijzengeld van die toernooien (11.000 pond) terugbetalen.
Na zijn schorsing keerde hij terug in de snookersport en won hij opnieuw toernooien, zoals in 2010.
Delsemme overleed plotseling op 48-jarige leeftijd in de Marokkaanse stad Casablanca. Hij nam daar deel aan een exhibitietoernooi.